# Sevelen (Issum)
Sevelen ist ein Ortsteil der Gemeinde Issum im Kreis Kleve in Nordrhein-Westfalen. Bis 1969 war Sevelen eine eigenständige Gemeinde im damaligen Kreis Geldern.

## Geographie
Der Ortsteil Sevelen umfasst die südliche Hälfte des Gemeindegebiets von Issum. Neben dem eigentlichen Kernort Sevelen gehören die Ortschaften Großholthuysen, Kleinholthuysen, Oermten, Vorst und Vrasselt zum Ortsteil. Am südöstlichen Rand des Ortsteils liegt der Oermter Berg.

## Geschichte
Sevelen ist seit etwa 1440 nachweisbar. Der Ortsname erklärt sich aus „Zeve“ = Sand sowie „Laer“ = Bruch und bedeutet „sandiger Bruch“. Sevelen war ursprünglich eine Honschaft der Vogtei Geldern und wurde durch seine vielen Töpfereien als „Töpferdorf“ bekannt.
Seit dem 19. Jahrhundert bildete Sevelen eine Landgemeinde in der Bürgermeisterei Sevelen (seit 1937 Amt Sevelen) im Kreis Geldern im Regierungsbezirk Düsseldorf. Am 1. Juli 1969 wurde Sevelen durch das Gesetz zur Neugliederung des Landkreises Geldern Teil der Gemeinde Issum.

### Banner, Wappen und Hissflagge
| Banner, Wappen und Hissflagge |  |
|                               |  |
|                               |  |

Der Innenminister des Landes Nordrhein-Westfalen hat durch Urkunde vom 9. Januar 1960 auf Grund des § 11 Absatz 3 der Gemeindeordnung
für das Land Nordrhein-Westfalen vom 28. Oktober 1952 genehmigt, dass die Gemeinde Sevelen, Landkreis Geldern, ein Wappen, ein Siegel und eine Flagge (Banner) führt, welche von Hermann Habben entworfen wurden.
| Blasonierung In Rot eine silberne (weiße) Mispelblüte, um die kreuzförmig vier silberne (weiße) Antoniuskreuze so gestellt sind, dass die Fußenden der Kreuze zur Blüte, die Querbalken zum Wappenrand weisen. Wappenbeschreibung Das Wappen geht auf das 13. Jahrhundert zurück. Die vier Antoniuskreuze weisen auf den Kirchenpatron St. Antonius hin und die Mispelblüte steht für die Zugehörigkeit zu Geldern (Geldernsche Rose). Beschreibung des Banners Das Banner zeigt auf roter Bahn eine weiße Mispelblüte, um die kreuzförmig vier weiße Antoniuskreuze so gestellt sind, dass ihre Fußenden zur Blüte, die Querbalken nach außen weisen. |

## Partnerschaft
Seit 1958 besteht eine Gemeindepartnerschaft mit Sevelen in der Schweiz.

## Einwohnerentwicklung
| Jahr | Einwohner | Quelle |
| ---- | --------- | ------ |
| 1832 | 2.097     | [ 7 ]  |
| 1861 | 2.088     | [ 8 ]  |
| 1871 | 2.041     | [ 9 ]  |
| 1885 | 2.095     | [ 10 ] |
| 1910 | 2.214     | [ 11 ] |
| 1925 | 2.448     | [ 12 ] |
| 1939 | 2.456     | [ 13 ] |
| 2018 | 5.524     | [ 14 ] |
| 2024 | 5.846     | [ 1 ]  |

## Baudenkmäler

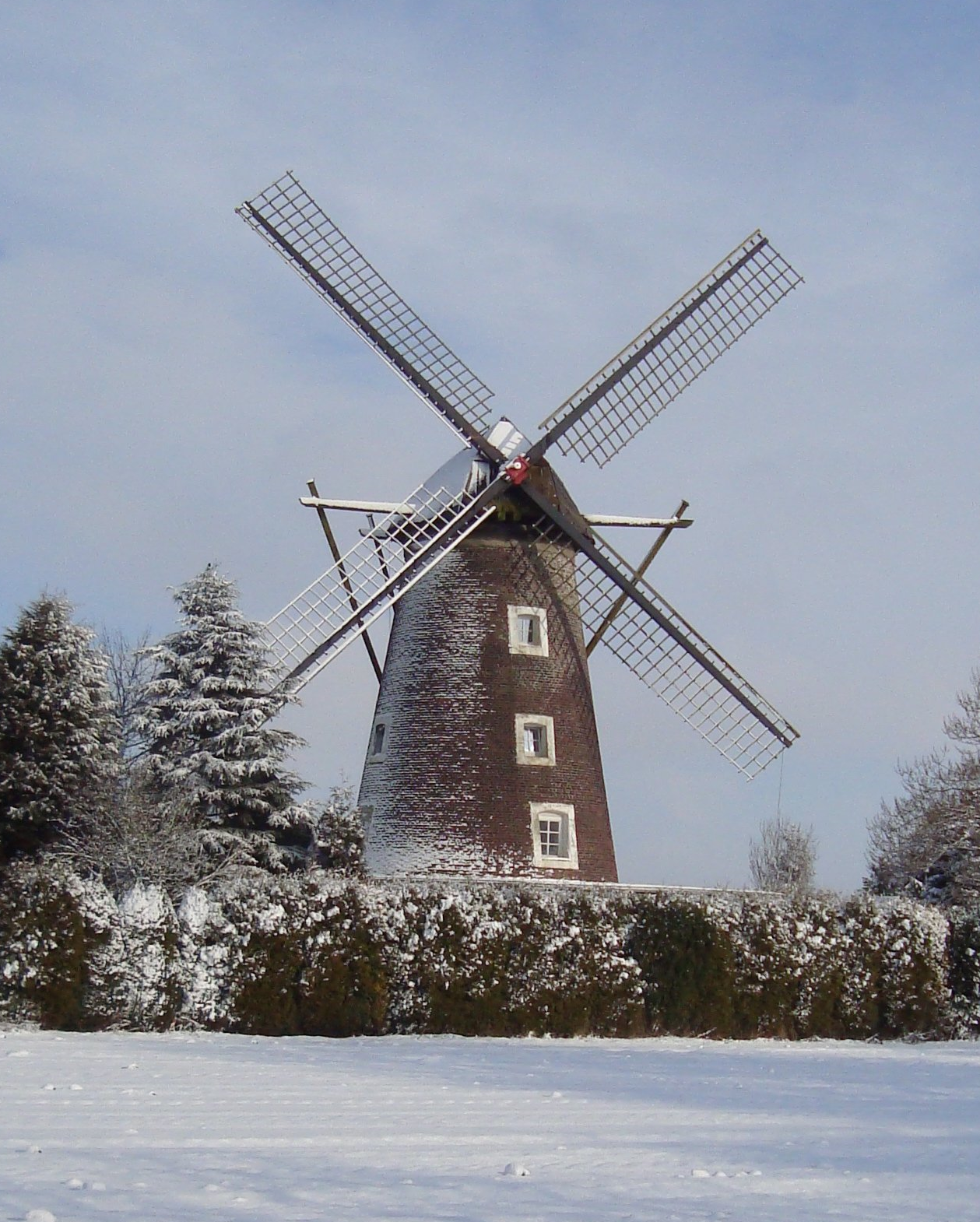
Die Dahlenmühle im Winter

Die Dahlenmühle, die katholische Pfarrkirche St. Antonius sowie eine Reihe von Wohnhäusern im Sevelener Ortskern stehen unter Denkmalschutz.

## Kultur
Die Träger des örtlichen Brauchtums sind unter anderem die St. Antonius-St. Hubertus Bruderschaft Sevelen 1453 und die St. Sebastianus Bruderschaft Oermten-Großholthuysen 1453 e. V.

## Sport
Die örtlichen Sportvereine sind der SV 19 Sevelen e. V., der TV 1909 Sevelen e. V., der TC Sevelen 1980 e. V. und der Reitverein Blücher e. V. Sevelen.

## Verkehr
In Sevelen liegt der Endpunkt der Bahnstrecke Rheinberg–Moers–Hoerstgen-Sevelen, auf der im Bereich Sevelen kein Eisenbahnverkehr mehr stattfindet.

## Persönlichkeiten
Hier geboren
- Walter Pasch (1882–1950), Kunst- und Kirchenmaler
- Clemens Pasch (1910–1985), Bildhauer und Maler
- Wilhelm Pötters (* 1941), Romanist und Hochschullehrer
- Theo Steegmann (1955–2023), Stahlarbeiter, Gewerkschafter und Politaktivist
- Peter Wollny (* 1961), Musikwissenschaftler, Hochschullehrer und Bachforscher
- Michael Zywietz (* 1964), Musikwissenschaftler und Hochschullehrer
- Klaus Lieb (* 1965), Psychiater und Klinikdirektor